# 畑俊二
畑 俊二（はた しゅんじ、1939年7月6日 - 2020年）は、日本の学生野球指導者。元四国学院大学硬式野球部監督、元国士舘大学硬式野球部監督。広島県呉市出身。

## 経歴
広島県出身。呉阿賀高校を卒業後、立教大学に進学。長嶋茂雄が卒業した後の三塁手として活躍し、社会人野球の電電東京に入社。チームの主力選手として都市対抗野球大会にも出場し、チームをベスト4に導いた。
現役を引退後、東都大学野球の国士舘大学の監督に就任、チームを1部リーグ昇格に導いた。その後、高校野球、社会人野球で監督を務め、中央大学、全日本大学野球選手権大会優勝時の近畿大学、選抜高等学校野球大会優勝時の観音寺中央高の臨時コーチを経て、2005年1月に四国学院大学の監督に就任。全日本大学野球選手権大会に出場した。

## 主な教え子
- 長冨浩志（広島 - 日本ハム - ダイエー）
- 島崎毅（日本ハム - 中日 - 広島）
- 早川和夫（日本ハム - 中日）
- 横谷彰将（横浜 - 阪神）